# مسغري (بيش كوه زلاغي)
مسغري (بالفارسية: مسگری) هي قرية تقع في إيران في قسم بیش کوه زلاغي الریفي. يقدر عدد سكانها بـ 81 نسمة بحسب إحصاء 2016.